# 邓廷辑
邓廷辑（？—？），毕节人，是一名清朝政治人物。举人出身。
邓廷辑曾于乾隆五十七年接替德泰任福州府知府一职，乾隆六十年由袁秉直接任。